# Dagmar Selling
Dagmar Kristina Maria Selling, född den 11 november 1912 i Stockholm, död den 19 juli 1987 i Göteborg, var en svensk arkeolog. Hon var dotter till ämneslärare Ernst Hugo Selling (1877-1943) och Ester Maria Bergh (1884-1965) samt syster till Olof Selling och gifte sig 1976 med Albert Sandklef, i dennes andra äktenskap. 
Dagmar Selling blev filosofie licentiat 1943 samt filosofie doktor och docent i nordisk och jämförande fornkunskap i Uppsala 1955. Hon tjänstgjorde vid kulturhistoriska undersökningar på Kalmar slott 1935–1937, vid Stockholms slottsmuseum 1937–1961, Statens historiska museum 1937–1962 (amanuens 1946–1953, antikvarie 1953–1957, museilektor vid Riksantikvarieämbetet och Statens historiska museum 1957–1961). Dagmar Selling var landsantikvarie i Kalmar län och chef för länsmuseet i Kalmar 1962–1972, universitetslektor i Göteborg vårterminen 1972 samt intendent vid Göteborgs arkeologiska museum 1972–1977. Bland hennes skrifter märks Alexander Seton (1768–1828) som fornforskare (1945) och Wikingerzeitliche und frühmittelalterliche Keramik in Schweden (doktorsavhandling 1955). Dagmar Selling var medarbetare i Kalmar stads historia I och II (1979) och Senmedeltidens Kalmar (1982). Hon var redaktör för Sveriges museer 1961–1962 och årsboken Kalmar län 1963–1971 med flera publikationer.